# Estació d'Olesa de Montserrat
Olesa de Montserrat és una estació ferroviaria de la Línia Llobregat-Anoia de FGC, on s'hi aturen combois de la línia suburbana S4, i de rodalia R5 i R50. L'estació està situada al sud del nucli urbà d'Olesa de Montserrat a la comarca del Baix Llobregat.
L'estació del carrilet es va inaugurar el 1922.

## Història
La construcció de l'estació es va iniciar el 1920 per part de la Compañia General de los Ferrocarriles Catalanes, després de rebre la concessió per la creació de la línia d'ample mètric entre Martorell i Manresa, unint-se amb les línies del mateix ample a Barcelona i Puig-reig.
El 29 de març de 1922 finalitzaven els treballs entre Martorell i Olesa i l'estació es posava en servei com a terminal de línia provisional. Poc després, el 26 de juliol, la línia s'allargava fins al baixador de la Puda.
El 2005 s'inaugurà el Telefèric d'Olesa a Esparreguera fent correspondència amb l'estació que comunicava amb la veïna localitat ď Esparreguera. El 2008 es duplicava la via entre l'estació d'Olesa i la de Martorell Enllaç.
El telefèric només romangué obert poc més de 6 anys, es clausurà el 2012 i fou desmantellat parcialment el 2018.

## Serveis ferroviaris
| Procedència/Destinació       | <      | Línia                   | >                  | Procedència/Destinació |
| ---------------------------- | ------ | ----------------------- | ------------------ | ---------------------- |
| Línia Llobregat-Anoia de FGC |        |                         |                    |                        |
| Barcelona - Pl. Espanya      | Abrera |                         | terminal           | terminal               |
| Barcelona - Pl. Espanya      | Abrera |                         | Aeri de Montserrat | Manresa-Baixador       |
| Barcelona - Pl. Espanya      | Abrera | Monistrol de Montserrat |                    | Manresa-Baixador       |